# Limenitis benjamini
Limenitis benjamini är en fjärilsart som beskrevs av Nakahara 1924. Limenitis benjamini ingår i släktet Limenitis och familjen praktfjärilar. Inga underarter finns listade i Catalogue of Life.